# Unabomber na prezydenta

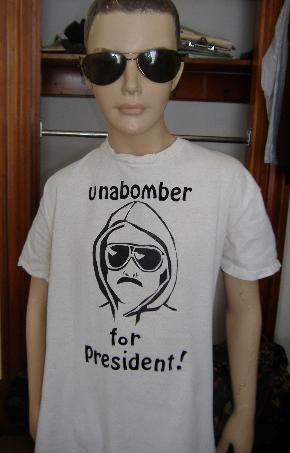
T-shirt Unabomber for President z podobizną Unabombera

Unabomber na prezydenta (ang. Unabomber for President) – kampania polityczna polegająca na zachęceniu wyborców biorących udział w głosowaniu do dopisywania do listy kandydatów Theodore’a Kaczynskiego (The Unabomber) podczas wyborów prezydenckich w USA w 1996 roku. Hasłem kampanii był slogan If elected, he will not serve (nieprzetłumaczalna gra słów: „Jeśli zostanie wybrany, nie obejmie urzędu/nie będzie siedział w więzieniu”).
Kampanię rozpoczęła w Bostonie we wrześniu 1995 roku Lydia Eccles – bostońska artystka, która obawiała się totalitarnych tendencji w technologii, oraz antynatalista Chris Korda. Akcja przerodziła się w ruch polityczny Unabomber Political Action Committee (UNAPACK). Ruch ten podzielał idee sytuacjonizmu, wśród członków komitetu było wielu anarchistów, punków, kontrkulturowców, ekosocjalistów, pacyfistów. Wśród zwolenników byli zdecentralizowani anarchiści oraz zrzeszeni w grupie CrimethInc. i Kościele Eutanazji.
Kampania została przyjęta przez opinię publiczną jako żart, z czym nie zgadzał się UNAPACK. Według „Phoenix New Times”, kampania miała na celu stworzenie protestu przeciwko obecnej hierarchii elit politycznych. Międzynarodowy Ruch Maoistyczny skrytykował kampanię, ze względu na pseudoanarchizm polityczny i zachęcenie do głosowania, dającego władzę burżuazji.
Bill Brown, dyrektor biura kampanii w Nowym Jorku, powiedział podczas kampanii:

Większość mediów nie jest w stanie poradzić sobie z kampanią… [tu] nie ma sposobu, by ludzie mogli zrozumieć, dlaczego mówisz »Unabomber na prezydenta«. Symbolika tej kampanii nie jest żartem, ale same wybory stały się żartem.

Naklejka samochodowa o treści „Masz dość rozwoju? Wybierz (dopisz) Unabombera na prezydenta ’96.” (ang. Fed up with "Progress"? Write-in Unabomber for President ’96.) zdobyła nagrodę magazynu Reason.